# Граф де Тендилья
Граф де Тендилья — испанский дворянский титул, происходящий из Кастилии. Он был создан королем Кастилии Энрике IV в 1465 году в пользу Иньиго Лопеса де Мендоса-и-Фигероа (1419—1479), главного аделантадо и генерал-капитана Андалусии, второго сына поэта и магната Иньиго Лопеса де Мендосы, 1-го маркиза Сантильяна.
Иньиго Лопес де Мендоса-и-Фигероа был братом Диего Уртадо де Мендосы, 1-го герцога дель Инфантадо, и великого кардинала Педро Гонсалеса де Мендосы, архиепископа Толедо, и отцом другого Диего Уртадо де Мендосы, архиепископа Севильи и второго кардинала в семье Мендоса.
Графство получило свое название от города и муниципалитета Тендилья (современная провинция Гвадалахара, Кастилия-Ла-Манча). Этот город, как и Мондехар, и основные поместья дома Мендосы, которые составляли майорат дель Инфантадо со штаб-квартирой во дворце этого титула в городе Гвадалахара, принадлежат региону Алькаррия и нынешней провинции Гвадалахара, в географическом центре Испании и недалеко от двора (поскольку Фелипе II закрепил его в Мадриде).
Иньиго Лопес де Мендоса-и-Киньонес, 2-й граф де Тендилья, прозванный эль Гран Тендилья, был назначен маркизом Мондехаром в 1512 году. Оба титула вошли в состав майората, основанному в 1478 году его отцом 1-м графом Тендилья.
Королевским указом от 9 сентября 1541 года император и король Карлос I приказал, чтобы титул графа Тендилья носили в качестве титула учтивости старшие сыновья и наследники графов де Мондехар. В 1724 году маркизат Мондехар получил статус гранда Испании 1-го класса.

## Список графов Тендилья
|                                            | Титул                                                                         | Период                                     |
| Креация создана королем Кастилии Энрике IV | Креация создана королем Кастилии Энрике IV                                    | Креация создана королем Кастилии Энрике IV |
| ------------------------------------------ | ----------------------------------------------------------------------------- | ------------------------------------------ |
| I                                          | Иньиго Лопес де Мендоса-и-Фигероа (1419—1479)                                 | 1465-1479                                  |
| II                                         | Иньиго Лопес де Мендоса-и-Киньонес, эль Гран Тендилья (1440—1515)             | 1479-1515                                  |
| III                                        | Луис Уртадо де Мендоса и Пачеко (1489—1566)                                   | 1515-1566                                  |
| IV                                         | Иньиго Лопес де Мендоса-и-Мендоса (1512—1580)                                 | 1541-1566                                  |
| V                                          | Луис Уртадо де Мендоса и Мендоса (1543—1604)                                  | 1566-1568                                  |
| VI                                         | Иньиго Лопес де Мендоса (1568—1592)                                           | 1568-1592                                  |
| VII                                        | Иньиго Лопес де Мендоса и Мендоса († 1647)                                    | 1592-1604                                  |
| VIII                                       | Иньиго Лопес де Мендоса и Варгас († 1656)                                     | 1604-1647                                  |
| IX                                         | Мария Лопес де Мендоса († 1662)                                               | 1647-1656                                  |
| X                                          | Франсиска Хуана де Мендоса и Кордова († 1677)                                 | 1662-1662                                  |
| XI                                         | Мария Грегория де Мендоса и Кордова                                           | 1662-1679                                  |
| XII                                        | Хосе де Мендоса Ибаньес де Сеговия(† 1734)                                    | 1679-1712                                  |
| XIII                                       | Николас Луис де Мендоса Ибаньес де Сеговия и Веласко († 1742)                 | 1712-1734                                  |
| XIV                                        | Николас Мария де Мендоса Ибаньес де Сеговия и Аларкон                         | 1734-1742                                  |
| XV                                         | Маркос Игнасио де Мендоса Ибаньес де Сеговия и Веласко († 1779)               | 1742-1767                                  |
| XVI                                        | Каталина Эулалия де Мендоса Ибаньес де Сеговия и Веласко                      | 1767-1779                                  |
| XVII                                       | Паскуаль Бенито Бельвис де Монкада и Мендоса (1727—1781)                      | 1779-1780                                  |
| XVIII                                      | Хуан де ла Крус Бельвис де Монкада и Писарро (р. 1756)                        | 1780-1781                                  |
| XIX                                        | Антонио Сириако Бельвис де Монкада и Альварес де Толедо (1775—1842)           | 1781-1835                                  |
| XX                                         | Хосе Альварес де лас Астуриас Бохоркес и Бельвис де Монкада (1822—1852).      | 1835-1842                                  |
| «XXI»                                      | Хосе Альварес де лас Астуриас Бохоркес и Бохоркес (1844—1857)                 | 1844-1857                                  |
| XXI                                        | Иньиго Альварес де лас Астуриас Бохоркес и Бохоркес(1851—1883)                | 1867-1883                                  |
| XXII                                       | Мария де лос Долорес Альварес де лас Астуриас Бохоркес и Бохоркес (1847—1900) | 1884-1900                                  |
| XXIII                                      | Мария дель Кармен Альварес де лас Астуриас и Бохоркес(1850—1931)              | 1902-1931                                  |
| XXIV                                       | Мария Луиза Котонер и Альварес де ласм Астуриас-Бохоркес (1879—1948)          | 1936-1941                                  |
| XXV                                        | Николас Котонер и Котонер (1905—1996)                                         | 1941-1968                                  |
| XXVI                                       | Иньиго Котонер и Мартос (р. 1943)                                             | 1968-2000                                  |
| XXVII                                      | Иньиго Котонер и Видаль (р. 1971)                                             | 2000 — настоящее время                     |